# Gelasma selenosema
Gelasma selenosema là một loài bướm đêm trong họ Geometridae.